# Konkurrenzsozialismus
Als Konkurrenzsozialismus (auch Marktsozialismus genannt) bezeichnet man volkswirtschaftliche Modelle, welche eine Alternative zu einer reinen Planwirtschaft darstellen. Sie werden auch als „dritter Weg“ zwischen Kapitalismus und Sozialismus bezeichnet.

## Das Konkurrenzsozialismus-Modell von Lange und Lerner
Nachdem u. a. Ludwig von Mises die theoretischen Unzulänglichkeiten einer reinen Planwirtschaft aufdeckte, wurde der Konkurrenzsozialismus von Oskar Lange und Abba P. Lerner entwickelt (vgl. die Debatte zwischen Mises und Lange über die Wirtschaftsrechnung im Sozialismus).
Das Modell sieht vor, Produkte zu Selbstkosten anzubieten und Betriebe zu vergesellschaften. Der Staat tritt als Organ zur Lenkung von Investitionen auf, während sich die Mengen nach der tatsächlichen Nachfrage richten.

### Grundannahmen
Im sozialistischen Gesellschaftsmodell nach Oskar Lange sind alle Produktionsmittel mit Ausnahme der lebendigen Arbeit öffentliches Eigentum.
Für Produktionsgüter (und Kapitalgüter) existiert demnach kein Markt und an die Stelle eines variablen Marktpreises tritt ein fixer Buchführungspreis. Individuen nehmen folglich nicht nur als Konsumenten und Beschäftigte im Wirtschaftssystem teil, sondern auch als Eigentümer/Produzenten. Sie beziehen ein Einkommen unter den Bedingungen der Arbeitskosten und eine Sozialdividende. Was diesbezüglich als 'corporate accumulation' (gesamtes Kapital und natürliche Ressourcen in einer Gesellschaft) angerechnet wird, lässt Lange offen.
Ferner wird angenommen, dass Wahlfreiheit im Konsumgütermarkt und im Arbeitsmarkt gelten und dass die Präferenzen der Konsumenten über den Nachfragepreis abgebildet werden können/sollen. Dieser Nachfragepreis (Preis für Konsumgut) ist das Hauptkriterium für die Ressourcenallokation und den Produktionsprozess. Ziel ist das Set von Produkt- und Kostenpreisen zu finden bzw. zu bestimmen, bei welchem die nachgefragte Menge jedes Wirtschaftsgutes der Angebotsmenge entspricht – der Gleichgewichtspreis.
Lange untersucht daraufhin die systemischen Bedingungen einer rationalen Ressourcenallokation (richtige Verteilung von Konsumgütern sowie Zuweisung verschiedener Erwerbstätigkeiten) und die Leitprinzipien einer effizienten Produktion von Wirtschaftsgütern.

### Rollen von Staat, Markt und Gesellschaft
Im sozialistischen Wirtschaftsmodell nach Oskar Lange existieren der Central Planning Board (CPB) und die Individuen in den Rollen als Konsumenten, Erwerbstätige und Produzenten/Eigentümer.
Die autoritären Administratoren im CPB haben den Präferenzen der Konsumenten zu folgen und den richtigen Preis für Kapitalgüter und weitere Produktionsmittel (ausgenommen Arbeit) festzulegen. Der theoretische Preis vom CPB wird außerhalb des Marktes (Konsumgüter- und Arbeitsmarkt) vorgegeben und bildet die Bedingungen ab, unter denen Alternativen (Opportunitätskosten: Freizeit, Sicherheit, Gesundheit etc.) angeboten werden. Die Funktion des Marktes (Konsumgüter- und Arbeitsmarkt) ist es nun, eine Methode der Ressourcenzuteilung und Produktionsprozesse durch trial & error zu liefern. Über mehrere Produktions- und Nachfrageperioden hinweg, lässt sich abschließend der Gleichgewichtspreis finden bzw. durch Ausgleich von Nachfragemengen und Angebotsmengen bestimmen.
Die Erwerbstätigen bieten ihre Leistung der Industrie/Fabrik an, welche den höchsten Arbeitslohn zahlt. (Wobei in der Industrie/Fabrik für Kapitalgüter und weitere Produktionsmittel die Preise fix sind.)
Die Konsumenten verfügen neben einem Arbeitslohn (Marktpreis unter Berücksichtigung der Opportunitätskosten) über eine gegebene Sozialdividende (Buchführungspreis bestimmt durch CPB). Sie kennen den gegebenen Preis auf dem Konsumgütermarkt (Marktpreis ergab sich aus der Historie) und wollen/sollen den maximalen Nutzen ihrer Ausgabe erzielen, wodurch die Nachfragemenge des Konsumgutes bestimmt ist.
Die Produzenten/Eigentümer verfolgen unter den Vorgaben des CPB (Buchführungspreis für Kosten der Produktionsfaktoren und Marktpreis für die Preise der Konsumgüter) nicht das Ziel der Profitmaximierung, sondern das der bestmöglichen Befriedigung der Konsumentenpräferenzen. Ihre Funktion ist es, durch die Kombination von Produktionsfaktoren und der Outputmenge, die minimalen Durchschnittskosten in der Produktion zu erzielen.
Formal-theoretisch gemäß Lange betrachtet, findet die Verteilung der Ressourcen im "Konkurrenzsozialismus" genau wie im Wettbewerbsregime von Privatunternehmern über die 'wissenschaftliche Technik der wirtschaftlichen Gleichgewichtstheorie' statt, also richtig.
Zufriedenstellend-praktisch gemäß Oskar Lange beurteilt, ist der Produktionsprozess rationaler und effizienter. Rationaler, weil er in einem adäquaten System von Wirtschaftsberechnungen einen Preis erzeugt, der alle Alternativen (Opportunitätskosten: Freizeit, Sicherheit, Gesundheit u. a.) einkalkuliert und effizienter, weil er über die Verteilung der Einkommen maximale soziale Wohlfahrt (Gemeinwohl) ermöglicht.

## Das Konkurrenzsozialismus-Modell des Austromarxismus
Die österreichische Sozialdemokratische Arbeiterpartei entwickelte in der Phase des Austromarxismus ein ausgearbeitetes Transformationsmodell, mit welchem sie den Übergang vom Kapitalismus in eine sozialistische Gesellschaftsform erreichen wollte. In diesem sollten die gemeinwirtschaftlichen Anstalten (gwA) als Basiseinheiten dienen.
Anders als im Falle der Zentralverwaltungswirtschaft der UdSSR und anderen Ländern des Ostblocks sollte nicht die Marktwirtschaft überwunden, sondern die Industrie in gesellschaftliches Eigentum überführt und unter Beibehaltung des marktwirtschaftlichen Ordnungsrahmens demokratisch verwaltet werden.

### Organisationsmuster
Es war beabsichtigt, dass die Industrie Österreichs im Rahmen umfassender Sozialisierungsmaßnahmen in gemeinwirtschaftlichen Anstalten reorganisiert und in demokratisch verwalteten Trusts zusammengefasst werden sollte.
Dazu war vorgesehen auf Landesebene für jeden Industriezweig eine operative Holdinggesellschaft in Form einer gwA einzurichten, welche durch ihre Tochtergesellschaften und Kooperation mit den Unternehmungen der Städte und Gemeinden in dem ihr zugewiesenen Bereich Güter oder Dienstleistungen anbieten sollte. Die unmittelbare Partizipation der Arbeitnehmer an der Anstaltsversammlung war über einen in dieser Holding zu errichtenden Konzernbetriebsrat vorgesehen.
Die gwA sollten bundesweit entsprechend ihrem Tätigkeitsbereich nach dem Prinzip Vertikalen Zusammenschlusses gemäß § 11 des Gesetzes über Gemeinwirtschaftliche Unternehmungen über die Entsendung von Vertretern in die Anstaltsversammlung des jeweils anderen Unternehmens verbunden werden, d. h., es sollte eine Vernetzung zwischen vor- und nachgelagerten Produktionsstufen (z. B. Kohleförderung und Stahlproduktion) aller sozialisierten Unternehmen erreicht werden.
Ferner sollten alle gemeinwirtschaftlichen Holdinggesellschaften gesetzlich verpflichtet werden zusammen einen Wirtschaftsverband zu bilden, welcher als politisches Sprachrohr der sozialisierten Wirtschaftszweige und als Tarifpartner der Gewerkschaften fungieren sollte. Diese sollten sich in Landesverbände und einen Bundesverband als Dachorganisation gliedern.

### Mittelstand und Genossenschaften
Kleine und mittlere Unternehmen und Genossenschaften sollten von der Sozialisierung ausgenommen werden, da lediglich das „Ausbeutungseigentum“ der Bourgeoisie aufzuheben sei und die technische Entwicklung noch nicht weit genug fortgeschritten sei, um auch diese effizient genug verwalten zu können.